# 蔵前神社
藏前神社（くらまえじんじゃ）は、東京都台東区蔵前にある神社。

## 歴史
元禄6年（1693年）に創建された。江戸幕府第5代将軍徳川綱吉が山城国（現：京都府）の石清水八幡宮から分霊を勧請して創建した。かつて当社の社名は分霊元と同じ「石清水八幡宮」であったが、1951年（昭和26年）に「藏前神社」へと改称した。
落語の演目の1つ『元犬』ゆかりの神社であり、元犬の像も境内にある。
徳川家、天海が張り巡らした関東江戸結界の重要なポイントになっているという説もあり、人気のパワースポットになっている。

## 大相撲との縁
江戸時代には、当社の境内にて大相撲（江戸相撲）の興行が行われ、雷電などの力士が活躍した。かつての蔵前国技館とともに、いわば大相撲の聖地ともいえる場所であり、大日本相撲協会（現：日本相撲協会）から社号標や石玉垣が奉納されている。

## 交通アクセス
- 蔵前駅より徒歩2分。